# 充姓
充姓是中文姓氏，在《百家姓》中排第328位。在现代是极罕见姓氏。

## 起源
充姓有多种来源：
1. 以官职为姓。《姓谱》载，周朝有专门饲养祭祀用牲畜的官员，名为充人，其后代便以此为姓。
2. 出自姜姓，以名为姓。春秋时齐国大夫充闾的后代便有以“充”为姓的。

## 郡望
- 太原郡：战国时秦国置，今山西太原市一带。

## 外部連結
[在维基数据编辑]
 《百家姓》
 《欽定古今圖書集成·明倫彙編·氏族典·充姓部》，出自陈梦雷《古今圖書集成》